# جيمي مولاركي
جيمي مولاركي (بالإنجليزية: Jamie Mullarkey؛ مواليد 17 أغسطس 1994) هو مُقاتل فنون قتالية مختلطة أسترالي.

## وصلات خارجية
- جيمي مولاركي على موقع يو إف سي (الإنجليزية)
- جيمي مولاركي على موقع شيردوغ (الإنجليزية)
- جيمي مولاركي على موقع Tapology.com (الإنجليزية)